# Дало, Диогу
Жозе́ Диогу́ Дало́ Тейше́йра (порт. Jose Diogo Dalot Teixeira; португальское произношение: [diˈoɡu dɐˈlo] — Дио́гу Дало́; 18 марта 1999 года, Брага, Португалия) — португальский футболист, крайний защитник английского клуба «Манчестер Юнайтед» и сборной Португалии. Участник двух чемпионатов Европы (2020 и 2024) и чемпионата мира 2022.

## Клубная карьера
Дало тренировался в футбольной академии клуба «Порту» с 2008 года, когда ему было девять лет. В 2014 перешёл в академию «Падроэнсе», но через год вернулся в «Порту».

### «Порту»
В 2016 году португалец начал выступать за резервную команду «Порту». 27 января 2017 года он дебютировал в составе молодёжной команды в матче второго дивизиона португальского чемпионата против «Лейшойнша», в котором отыграл все 90 минут. Принимал участие в первенстве Португалии среди юношей до 19 лет, участвовал в Юношеской лиге УЕФА, где провёл один матч. В сезоне 2017/18 был привлечён к тренировкам с основной командой. Из-за травмы Алекса Теллеса 13 октября 2017 года Дало дебютировал в основном составе в победном матче Кубка Португалии против «Лустиано». 18 февраля 2018 года Дало дебютировал в Суперлиге в матче против «Риу Аве», выйдя на замену на 75-й минуте матча. Всего же в сезоне 2017/18 Диогу принял участие в 8 матчах основного состава, в том числе и в игре Лиги чемпионов УЕФА против «Ливерпуля», которая завершилась безголевой ничьей.

### «Манчестер Юнайтед»
6 июня 2018 года Дало перешёл в «Манчестер Юнайтед», подписав с английским клубом пятилетний контракт. Сумма трансфера составила, по некоторым данным, 19 млн фунтов. Главный тренер «Манчестер Юнайтед» Жозе Моуриньо назвал Дало «лучшим крайним защитником в Европе» в его возрастной категории. Он дебютировал 19 сентября 2018 года в выездом матче Лиги Чемпионов УЕФА со швейцарским «Янг Бойз», но не смог влиться в состав из-за травмы полученной в прошлом сезоне.
В Премьер-лиге дебют состоялся 1 декабря в гостевой игре с «Саутгемптоном», которая завершилась ничейным счетом 2-2. Несмотря на уход из клуба Моуринью и появление на посту главного тренера Уле Гуннар Сульшера, Дало продолжил оставаться ценным игроком команды. По итогам сезона футболист провел с составе «Манчестер Юнайтед» 23 игры. Диоглу Дало боролся с травмами, а после прихода в клуб Уан-Биссаки стал значительно реже появляться на поле.
Летом 2021 года «Манчестер Юнайтед» был заинтересован в приобретении еще одного правого защитника. Тем временем, руководство «Милана» было под впечатлением от игры Дало во время арендного пребывания в команде и стремилось подписать с ним контракт на постоянной основе. Во время предсезонных матчей Уле Гуннар Сульшер принял решение оставить игрока в составе английского клуба. Футболистом также интересовалась «Боруссия (Дортмунд)». 22 сентября Дало появился в стартовом составе в третьем раунде Кубка Английской лиги с «Вест Хэм Юнайтед». Позже, он сыграл в матче группового этапа Лиги Чемпионов УЕФА с испанским Вильярреалом, заменив дисквалифицированного Уан-Биссака.
2 декабря 2021 Дало впервые появился в стартовом составе в игре чемпионата под руководством временного тренера Майкла Каррика. Он показал впечатляющую игру и отметился забитым голом в победной игре с «Арсеналом» на Олд Траффорд. После прихода Ральфа Рангника Дало закрепил за собой место в стартовом составе, продемонстрировав уверенное выступления в играх с «Кристал Пэлас» и «Норвич Сити». Однако, форма футболиста и его команды ухудшилась к концу сезона. «Манчестер Юнайтед» занял шестое место в таблице лиги и прошел квалификацию в Лигу Европы.
Летом 2022 года Дало предоставилась возможность окончательно вытеснить Уан-Биссака с позиции правого защитника, которой он успешно воспользовался. Демонстрируя уверенные атакующие показатели и способность быстро включаться в игру, Дало заслужил похвалу от нового главного тренера Эрика тен Хага. 20 декабря 2022 года стало известно, что «Манчестер Юнайтед» продлил контракт с Дало на один год. 26 февраля 2023 футболист сыграл в финале Кубка Английской лиги, где его команда одержала победу над «Ньюкасл Юнайтед» на Уэмбли со счетом 2-0. 16 апреля Дало забил свой первый гол в Премьер-лиге в игре с «Ноттингем Форест». 31 мая 2023 года Диогу Дало продлил контракт с «Манчестер Юнайтед» до 30 июня 2028 года.

#### Аренда в «Милан»
В начале сезона 2020/21 Дало был отдан в аренду в итальянский «Милан». Он дебютировал 22 октября в победном матче Лиги Европы УЕФА с шотландским Селтиком. Неделю спустя, Дало отметился забитым голом и голевой передачей для Рафаэла Леана в игре с чешской «Спартой». В Серии А Дало впервые появился на поле 1 ноября в игре с «Удинезе», заменив Давиде Калабрия на 71 минуте. 7 марта 2021 года футболист отличился голом в Серии А, забив на выезде в ворота «Эллас Верона».
В течение сезона универсальность Дало позволяла ему играть как на позиции правого так и левого защитника. Это сделало его неотъемлемой частью команды Стефано Пиоли. «Милан» занял второе место в чемпионате и квалифицировался в Лигу Чемпионов УЕФА впервые за восемь лет.

## Карьера в сборной
Играл за различные юношеские команды Португалии всех возрастов, начиная со сборной до 15 лет. Вместе со сборной Португалии до 17 лет стал чемпионом Европы 2016 года. Провёл на турнире пять матчей, став автором ключевых забитых мячей в полуфинале и финале, также реализовал одиннадцатиметровый удар в финальной послематчевой серии.
В составе сборной Португалии до 19 лет отправился на чемпионат Европы 2016 года в Германию. 14 июля 2016 года дебютировал в поединке групповой стадии против сверстников из Германии, выйдя на поле в основном составе и проведя весь матч.
В июне 2021 года был включён в заявку сборной Португалии на Евро-2020 в качестве замены Жуану Канселу, который выбыл из расположения сборной из-за положительного теста на COVID-19. 23 июня 2021 года дебютировал за главную сборную, выйдя на замену в финальном матче группового этапа против сборной Франции. 27 июня дебютировал в стартовом составе сборной Португалии в матче против сборной Бельгии.
В ноябре 2022 года был включён в заявку сборной Португалии на чемпионат мира в Катаре. Дало начал турнир на скамейке запасных, однако, из-за плохой формы Жауана Канселу, тренер Фернанду Сантуш выпустил Дало на поле в игре со сборной Швейцарии, где Португалия одержала победу со счетом 6-1. Позже, Дало вышел в стартовом составе в матче со сборной Марокко.

## Достижения

### Командные достижения
«Порту»
- Чемпион Португалии: 2017/18

«Манчестер Юнайтед»
- Обладатель Кубка Англии: 2023/24[35]
- Обладатель Кубка Английской футбольной лиги: 2022/23

Сборная Португалии (до 17 лет)
- Победитель чемпионата Европы (до 17 лет): 2016

Сборная Португалии
- Победитель Лиги наций УЕФА: 2024/25

### Личные достижения
- Член «команды турнира» чемпионата Европы (до 19 лет): 2017[36]

## Статистика выступлений
По состоянию на 5 января 2025 года
| Клуб                | Сезон            | Лига | Лига | Кубок страны | Кубок страны | Кубок лиги | Кубок лиги | Еврокубки | Еврокубки | Прочие | Прочие | Итого | Итого |
| Клуб                | Сезон            | Игры | Голы | Игры         | Голы         | Игры       | Голы       | Игры      | Голы      | Игры   | Голы   | Игры  | Голы  |
| ------------------- | ---------------- | ---- | ---- | ------------ | ------------ | ---------- | ---------- | --------- | --------- | ------ | ------ | ----- | ----- |
| Порту B (фарм-клуб) | 2016/17          | 3    | 0    | —            | —            | —          | —          | —         | —         | —      | —      | 3     | 0     |
| Порту B (фарм-клуб) | 2017/18          | 20   | 2    | —            | —            | —          | —          | —         | —         | —      | —      | 20    | 2     |
| Порту B (фарм-клуб) | Итого            | 23   | 2    | —            | —            | —          | —          | —         | —         | —      | —      | 23    | 2     |
| Порту               | 2017/18          | 6    | 0    | 1            | 0            | 0          | 0          | 1         | 0         | 0      | 0      | 8     | 0     |
| Порту               | Итого            | 6    | 0    | 1            | 0            | 0          | 0          | 1         | 0         | 0      | 0      | 8     | 0     |
| Манчестер Юнайтед   | 2018/19          | 16   | 0    | 2            | 0            | 1          | 0          | 4         | 0         | 0      | 0      | 23    | 0     |
| Манчестер Юнайтед   | 2019/20          | 4    | 0    | 4            | 1            | 0          | 0          | 3         | 0         | 0      | 0      | 11    | 1     |
| Манчестер Юнайтед   | 2020/21          | 0    | 0    | 0            | 0            | 1          | 0          | 0         | 0         | 0      | 0      | 1     | 0     |
| Манчестер Юнайтед   | 2021/22          | 24   | 0    | 2            | 0            | 1          | 0          | 3         | 0         | 0      | 0      | 30    | 0     |
| Манчестер Юнайтед   | 2022/23          | 26   | 1    | 3            | 0            | 3          | 0          | 10        | 1         | 0      | 0      | 42    | 2     |
| Манчестер Юнайтед   | 2023/24          | 36   | 2    | 6            | 1            | 2          | 0          | 6         | 0         | 0      | 0      | 50    | 3     |
| Манчестер Юнайтед   | 2024/25          | 20   | 0    | 0            | 0            | 3          | 0          | 6         | 0         | 1      | 0      | 30    | 0     |
| Манчестер Юнайтед   | Итого            | 126  | 3    | 17           | 2            | 11         | 0          | 32        | 1         | 1      | 0      | 187   | 6     |
| Милан (аренда)      | 2020/21          | 21   | 1    | 2            | 0            | 0          | 0          | 10        | 1         | 0      | 0      | 33    | 2     |
| Милан (аренда)      | Итого            | 21   | 1    | 2            | 0            | 0          | 0          | 10        | 1         | 0      | 0      | 33    | 2     |
| Всего за карьеру    | Всего за карьеру | 176  | 6    | 20           | 2            | 11         | 0          | 43        | 2         | 0      | 0      | 251   | 10    |